# Carl Friedrich von Blacha
Carl Friedrich von Blacha (auch Blacha und Lubie) (geb. um 1696 in Schlesien; gest. um 1776) war ein preußischer Landrat.

## Herkunft

Wappen derer von Blacha

Carl Friedrich von Blacha war Angehöriger des schlesischen Adelsgeschlechts Blacha. Er war ein Sohn von Samuel Friedrich von Blacha († nach 1728), kaiserlicher Hauptmann und Erbherr auf Gohle, sowie seit 1716 auf Jaschine in Schlesien und dessen Ehefrau Maria Helene, einer Tochter des Caspar von Koschembahr.

## Leben
Carl Friedrich von Blacha besaß seit 1728 Jaschine, seit 1730 Kobyllno, wo er saß, sowie Thule und stand zunächst als Landrat in kaiserlichem Dienst. Nach der Eroberung des größten Teils von Schlesiens wurde er 1742 zum ersten Landrat des Kreises Rosenberg O.S. ernannt. Aufgrund seiner Verdienste zu Kriegs- und Friedenszeiten wurde ihm im November 1746 mittels Odre ein zweijähriges Moratorium zugestanden. Einen weiteren Zahlungsaufschub für vier Jahre erhielt er 1747. Im Jahr 1752 veräußerte er die Güter Kobyllno und Jaschine, 1760 erwarb er das Gut Kormunkau. Am 2. Juni 1766 wurde er auf seinen Wunsch hin aus seinem Dienst als Landrat verabschiedet, Amtsnachfolger wurde Caspar Joachim von Pritzelwitz.

## Familie
Carl Friedrich von Blacha heiratete 1729 Anna Juliana, geb. von Hohberg, ihre Kinder waren:
- Carl Ferdinand Friedrich Ernst (1731–1805), Landesältester im Kreis Rosenberg und Erbherr auf Thule.
- Leopold (1734–1800), seit dem 7. Dezember 1776 Justizrat und ständiger Kommissar im Kreis Lublinitz.

## Geschwister
Carl Friedrich von Blacha hatte einen älteren Bruder, Johann Rudolph, er trat 1710 in die Gesellschaft Jesu ein, zwei jüngere Brüder waren Franz Ferdinand († 1742) und Leopold Joseph. Der Sohn von Franz Ferdinand, Franz von Blacha, war von 1790 bis 1797 Landrat im Kreis Lublinitz.